# Philipp Kohlen-Priebe
Philipp Kohlen-Priebe (* 1956 in Düsseldorf) ist ein deutscher Theatermacher, Regisseur und Moderator.

## Leben
Das künstlerische Wirken von Philipp Kohlen-Priebe begann Anfang der 1980er Jahre in der „freien Szene“. Seine Inszenierungen wurden im Theaterhaus Düsseldorf und im JuTA (Junges Theater in der Altstadt) gezeigt. In den 1980er Jahren war er maßgeblich am Aufbau der ersten Spielstätte für die freie Düsseldorfer Theaterszene „Theater im AUXILUM“ beteiligt. Philipp Kohlen-Priebe realisierte Regieprojekte unter anderem in Zusammenarbeit mit dem Heinrich-Heine-Institut über die „Mann-Familie“, mit dem Seniorenbeirat der Landeshauptstadt Düsseldorf für den "Düsseldorfer Kulturherbst" und mit der Mahn- und Gedenkstätte über die „Bücherverbrennungen im dritten Reich“, die weit über die Stadtgrenzen hinaus Beachtung fanden und die zu Gastspielreisen nach Berlin, Hamburg, Lübeck und München führten. In der kulturpolitischen Landschaft Düsseldorfs machte er sich als Sprecher der freien Düsseldorfer Theaterschaffenden, als Mittler zwischen den Kreativen Theaterleuten und der Verwaltung der Landeshauptstadt Düsseldorf, von 1998 bis 2003 einen Namen.
Im Jahr 2004 eröffnete er gemeinsam mit Oliver Priebe das Düsseldorfer Stadtteiltheater Theater FLINgern auf der Ackerstraße 144 in Düsseldorf-Flingern. Ende 2014 musste das Haus für ein Wohnungsbauprojekt (Gentrifizierung im Stadtteil Flingern) weichen. Im Januar 2015 übernahmen Philipp Kohlen-Priebe und Oliver Priebe das HAUS MARX in Düsseldorf-Grafenberg (das seit 1904 in Düsseldorf bestand). Nach einem Umbau und Restaurierungsarbeiten des Jugendstilhauses eröffneten sie als Kleinkunstbühne unter dem Namen „KaBARett FLiN“ neu.
Der Spielplan des „KaBARett FLiN“ gestaltet sich zu etwa 50 % aus Eigenproduktionen, ansonsten sind Künstler aus der deutschen Kabarett-, Comedy- und Kleinkunstszene zu Gast.
Im Jahr 2005 wurde Philipp Kohlen-Priebe durch die Landeshauptstadt Düsseldorf für sein „außerordentliches kulturelles Engagement“ mit dem Martinstaler der Landeshauptstadt Düsseldorf geehrt. 2011 zeichnete die Vertretung des Bezirks 2 ihn für sein kulturelles Engagement im Stadtteil aus. 
Philipp Kohlen-Priebe und Oliver Priebe übergaben das „KaBARett FLiN“ im Sommer 2020 an Teresa und Kristof Stößel.

## Regiearbeiten (Auswahl)

### In den 1980er Jahren
- „Tropfen auf heiße Steine“ (Faßbinder)
- „Die Nacht der Puppen“ (Fernando Arrabal)
- „Der König stirbt“ (Eugene Ionesco)

### In den 1990er Jahren
- „Der Cassernover“ (Julie Scharder)
- „Ausgeliefert“ (Oscar Zemme)
- „Tango“ (Slawomir Mrozek)

### In den 2000er Jahren
- „Bleibt ein Echo aus“ (Eigenproduktion über die Mann-Familie)
- „Das Orchester“ (Jean Anouilh)
- „Bühne frei für Mutter Ey“ (Eigenproduktion über Johanna Ey)
- „Wenn die Lichter ausgehen“ (Eigenproduktion über Erika Mann)
- „Jubiläum“ (George Tabori)

### In den 2010er Jahren
- „Fast Faust – oder des Pudels Kern“ (Albert Frank)
- „Shakespeares greatest Hits“ (George Isherwood)
- „Die Zofen“ (Jean Genet)
- „Die 39 Stufen“ (Alfred Hitchcock)

### In den 2020er Jahren
- „Der kleine Abend für den großen Heinz Erhardt“, Eigenproduktion
- „Was Frauen wirklich wollen“ (Misorny/Müller)